# 호소카와 토시유키
호소카와 토시유키(Toshiyuki Hosokawa, 1940년 12월 15일 ~ 2011년 1월 14일)는 일본의 배우, 일본의 성우, 연극 배우, 영화배우, 텔레비전 배우이다.
고쿠라시에서 태어났으며 도쿄도에서 사망하였다.

## 영화
- 여행 선물 0:00발 (2006년)
- 모리 모토나리 (1997년)
- 웰컴 미스터 맥도날드 (1997년) - 조 하마무라 역
- 어 퍼시티 오브 플라잉 드림즈 (1990년) - 슈지 타우라 역
- 빌리 더 키드의 새로운 아침 (1986년)
- 사사메유키 (1983년)
- 내일의 죠 첫번째 극장판 (1980년) - 리키이시 토오루 역
- 미야모토 무사시 (1973년)
- 자토이치와 요짐보 (1970년) - 고토 사나에몬 역
- 에로스 + 학살 (1970년)